# Антони Марианович
Антони Марианович (настоящие имя и фамилия — Казимеж Ежи Берман, пол. Antoni Marianowicz; 4 января 1924, Варшава — 3 июня 2003, Варшава) — польский поэт, писатель, драматург, сценарист, сатирик, журналист и переводчик еврейского происхождения.

## Биография
Он родился в ассимилированной еврейской семье. Он был сыном предпринимателя Густава Бермана (1885–1941) и Натальи Паулины, урожденной Брин. Окончил гимназию. В начале Второй мировой войны вместе с родителями оказался в Варшавском гетто. В июле 1942 по поддельным документам ему удалось выбраться из гетто.
После окончания войны сменил имя и фамилию на Антони Марианович. С 1945 жил в Лодзи, работал в пресс-агентстве Polpress. Тогда же начал сотрудничать с сатирическим еженедельником Szpilki, которое длилось на протяжении многих лет.
С 1946 — корреспондент Польского агентства печати в Брюсселе, позже там же работал атташе при польском посольстве.
В 1947 вступил в коммунистическую партию и оставался членом ПОРП до 1980 года.
В 1948 вернулся на родину, был назначен главным редактором журнала «Международный обзор» (пол. Przegląd Międzynarodowу) и Szpilki.
Был членом многих творческих союзов и объединений, в том числе, Союза польских писателей, ПЕН-клуба и польского авторского общества ZAiKS.
Похоронен на Кальвинистском кладбище Варшавы.

## Творчество
Как писатель дебютировал в 1955 году. Автор, главным образом, сатирических произведений, стихов, песен, рассказов, многие из которых для детей. Ему принадлежат книги воспоминаний: Pchli targ (1991), Życie surowo wzbronione (1995), Polska, Żydzi i cykliści; Dziennik roku przestępnego 1996 (1999), Wyciąg na szklaną górę; Dziennik roku przestępnego 2000 (2002) и др.
Автор ряда телеспектаклей и киносценариев: «Инспекция пана Анатоля» (1959), «Przygody Otka» (телесериал, 1966—1968), «Minio» (телефильм, 2000).

## Избранные произведения
- Arszenik i stare koronki,
- Madame Sans-Gene,
- My Fair Lady,
- Hello Dolly!,
- Zorba.

Занимался переводами с немецкого и английского языков, адаптацией театральных постановок и мюзиклом для музыкальных и комедийных театров. Писал сатирические тексты для теле- и радиопостановок, эстрады. Перевёл юмористические рассказы Марка Твена, «Алису в Стране чудес» Льюиса Кэрролла, поэзию Эдварда Лира.

## Награды
- Орден Возрождения Польши 3 степени
- Орден Возрождения Польши 4 степени